# 25th Street
25th Street – stacja metra nowojorskiego, na linii D, N i R. Znajduje się w dzielnicy Brooklyn, w Nowym Jorku i zlokalizowana jest pomiędzy stacjami Prospect Avenue i 36th Street. Została otwarta 13 września 1915.